# École publique d'ingénieurs de la santé et du numérique
Ne doit pas être confondu avec l'ESIPE qui est l'école supérieure d'ingénieurs de l'Université Paris-Est-Marne-la-Vallée, aujourd'hui Université Gustave-Eiffel
L’École publique d'ingénieurs de la santé et du numérique (EPISEN), dénommée précédemment École supérieure d'ingénieurs de Paris-Est de Créteil, est l'une des 204 écoles d'ingénieurs françaises accréditées au 1er septembre 2020 à délivrer un diplôme d'ingénieur.
C'est une école interne de l'UPEC (université Paris-XII).

## Historique
Une formation d'ingénieurs dans la spécialité « Biosciences » est ouverte en 2004 au sein de l'université, sous le nom UFR Ingénieurs 2000. En 2011, le nom est remplacé par ESIPE. En 2015 des parcours de master sont intégrés à l'école, et une nouvelle formation «Ingénierie et technologies pour la santé ITS» est créée.
L'École supérieure d'ingénieurs de Paris-Est (ESIPE) Créteil est créée le 29 février 2016. Selon la CTI, « En février 2016, il était prévu que son université de rattachement, l'UPEC, fusionne au 1/1/2017 avec l'UPEM. Cette évolution aurait conduit au regroupement des 2 écoles d'ingénieurs internes, l'ESIPE-Créteil et l'ESIPE-Marne. Ce projet a finalement été abandonné au cours de l'année 2016. ». De ce fait, une confusion devenait possible entre les 2 écoles homonymes. L'école a donc changé de nom et de sigle en mai 2020. La nouvelle dénomination École publique d'ingénieurs de la santé et du numérique (EPISEN) a d'ailleurs le mérite de mettre en valeur les spécialités de ses formations.
L'école a été renforcée en juillet 2017 par de nouveaux statuts et des moyens supplémentaires, en vue de lui permettre d'augmenter progressivement les tailles des promotions à environ 144 élèves en 2022-2023.

## Parcours et enseignements
Les spécialités des diplômes d'ingénieurs préparés à l'école sont :
| Intitulé de la spécialité du diplôme d'ingénieur                 | Statut | Label européen         | Accréditation      |
| ---------------------------------------------------------------- | --- | ---------------------- | ------------------ |
| - Systèmes d'information (SI) - Génie biomédical et santé (ISBS) | Formation initiale statut étudiant Formation initiale statut apprenti (en liaison avec le CFA Ingénieurs 2000) Formation continue | EUR-ACE, niveau master | restreinte (3 ans) |
| - Informatique et santé (ITS)                                    | - Formation initiale statut étudiant (FISE) - Formation initiale statut apprenti (FISA) avec le CFA-AFIA                          | —                      | restreinte (3 ans) |

Les formations sont localisées sur 3 sites :
- Campus Saint-Simon (Créteil) : administration, enseignements communs aux 3 spécialités, spécialité S.I. ;
- Faculté de médecine de l'UPEC : spécialité Biomédical et santé ;
- Campus de Vitry : spécialité Informatique et santé (ITS).

L'école a signé de nombreux accords avec des universités étrangères (aux États-Unis, Japon, etc.) en vue de faciliter les échanges d'étudiants.

## Annexe